# إسبلكنون متناقض
إسبلكنون متناقض (الاسم العلمي:Splachnum paradoxum) هو نوع من النباتات يتبع جنس الإسبلكنون من الفصيلة الإسبلكنونية.